# Kalanchoe farinacea

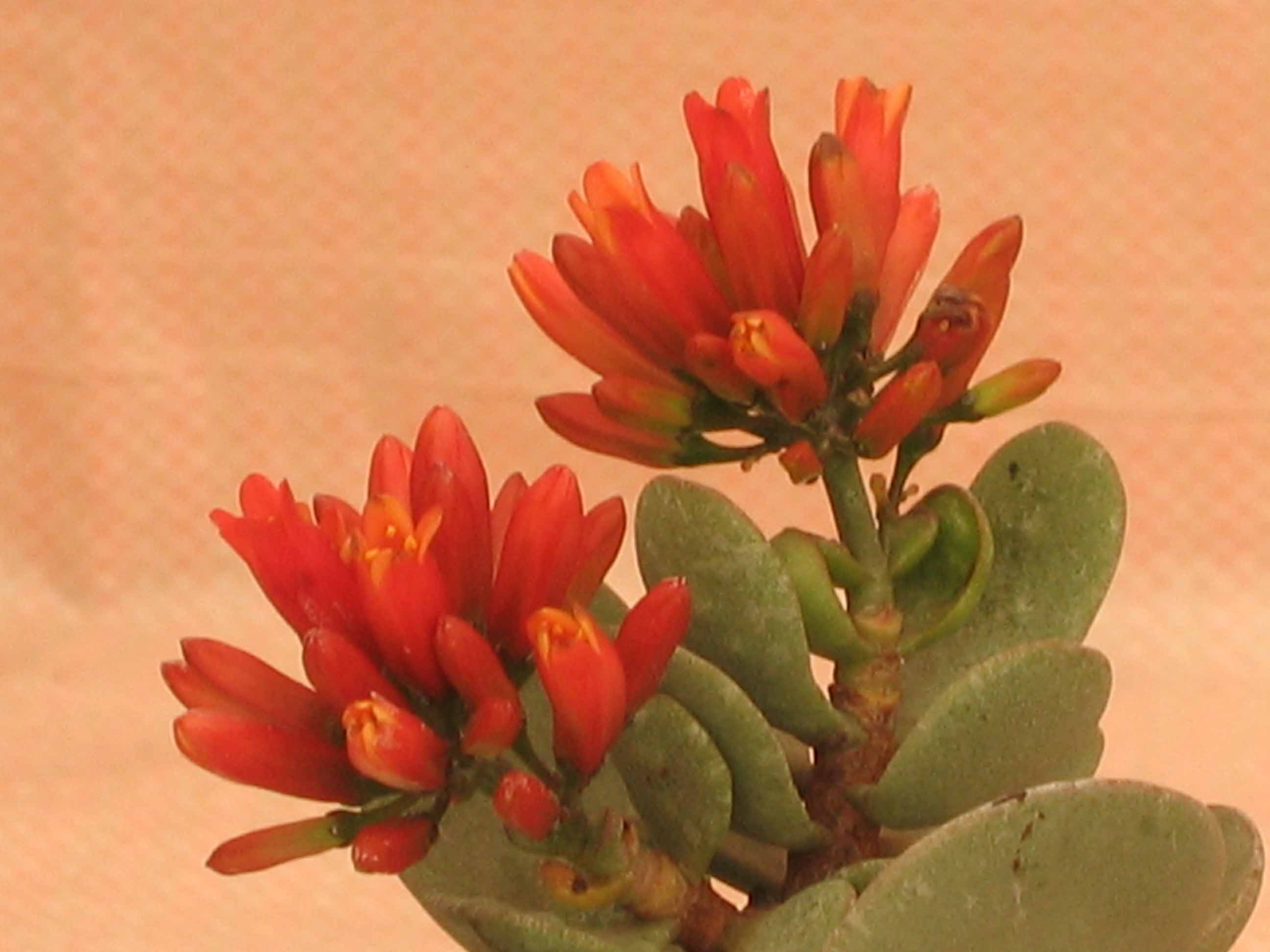
Flor

Kalanchoe farinacea és una espècie de planta suculenta del gènere Kalanchoe, de la família de les Crassulaceae.

## Descripció
És una planta perenne, totalment glabra, de fins a 30 cm d'alçada, amb tiges teretes, erectes, robustes, poc ramificades, blanques o verd blanquinoses, escorça escamosa i que es pela quan s'asseca.
Les fulles estan amuntegades cap a les puntes de les branques, són sèssils, molt gruixudes, esteses, obovades a orbiculars, de 2 a 5,5 cm de llarg i de 1,5 a 3,5 cm d'ample, superfície farinàcia, cobertes d'una pubescència farinosa de color blanc a verd blanquinós, punta arrodonida, base atenuada, marges sencers i lleugerament rosats.
Les inflorescències són panícules corimbiformes compactes, farinoses-pubescents, pedicels de 12 a 14 mm.
Les flors són erectes o esteses; tub de calze d'aprox. 1 mm; sèpals triangulars, carnosos, de 1 a 2 mm de llarg i de 1 a 1,5 mm d'ample; corol·la de color vermell brillant, tub uniformement cilíndric, de 10 a 15 mm; pètals ovat-oblongs, aguts, apiculats, d'uns 4 mm, que s'estenen.
S'assembla molt a la K. scapigera (endèmica d'Angola) però es diferencia especialment en el color de la flor.

## Distribució
Planta endèmica de Socotra, Iemen. És comú a les planes calcàries, en escletxes, de 100 a 400 m d'altitud.

## Taxonomia
Kalanchoe farinacea va ser descrita per Isaac Bayley Balfour (Balf.f.) i publicada a Proceedings of the Royal Society of Edinburgh xi. 512. 1882.

### Etimologia
Kalanchoe: nom genèric que deriva de la paraula cantonesa "Kalan Chauhuy", 伽藍菜 que significa 'allò que cau i creix'.
farinacea: epítet llatí que significa 'farinós'.